# Imesebelen
Los Imesebelen, también conocidos como Guardia Negra, despojados o esposados (debido este último a su traducción literal), eran soldados de raza negra que luchaban junto a los musulmanes. Su estilo de combate se basaba en atarse con cadenas en sus rodillas, y de sus rodillas al suelo o a un poste atado a él. Así simbolizaban su intención de luchar hasta el final.

## Información sobre los Imesebelen
Estos soldados eran cogidos de los territorios que actualmente pertenecen a Senegal. El islam tenía mucha influencia en estos territorios, por lo que estos soldados realmente se podría decir que pertenecían a los «ejércitos musulmanes» en pleno derecho.
Aunque popularmente se cree que estos soldados eran más esclavos que combatientes y que les ataban entre ellos para que no huyesen, la historiografía actual opina que estos soldados eran más del tipo fanático que esclavos, y que luchaban hasta el final por su creencia en la causa y no por ser esclavos. Incluso sobre el hecho de atarse con cadenas hoy se cree que lo hacían al suelo y que la descripción de que se encadenaban entre ellos era un fallo de traducción de la historiografía cristiana.

## Forma de combate
Luchaban vestidos únicamente con un taparrabos de tela gruesa de color negra, dejando el resto del cuerpo al descubierto. Su arma más común era una lanza relativamente larga para la infantería de la época.
Su forma de lucha era bastante estática (debido a las cadenas) con movimientos amplios en el manejo de la lanza de forma defensiva. Aún con esos contras su forma de lucha era descrita en bastantes ocasiones como «agresiva» y «propia de asesinos en la batalla» más que de esclavos que querían huir.

## En las artes y la cultura popular
Los Imesebelen aparecen en las siguientes novelas:
- Giner, Gonzalo (2010). El sanador de caballos. España: Temas de hoy. ISBN 978-84-8460-707-6.
- Eslava Galán, Juan (2012). Últimas pasiones del caballero Almafiera. España: Planeta. ISBN 978-84-08-11073-6.